# Sanna Tidstrand
Sanna Tidstrand (* 26. Juli 1985 in Malung) ist eine auf Schnellskifahren und Skicross spezialisierte schwedische Alpinskifahrerin.

## Sportliche Entwicklung und Erfolge
Sanna Tidstrand ist Mitglied des Skiclubs Saelens IF und gewann mit 19 Jahren einen ersten internationalen Wettbewerb im Speedskiing in Hundfjället (Schweden) mit 190,48 km/h. 
Im Jahr 2005 belegte sie den ersten Platz bei den X Games in der Kategorie Skicross.
Im Hochgeschwindigkeitsskifahren stellte sie im April 2006 einen neuen Geschwindigkeitsweltrekord mit 242,59 km/h in Les Arcs beim Pro World Speedski-Wettbewerb auf.
Zwischen den Wintersaisons 2004/2005 und 2012/13 belegte Tidstrand regelmäßig vordere Plätze bei zahlreichen Einzelrennen, die die Fédération Internationale de Ski (FIS) ausgerichtet hatte. Seit 2008 (mit Unterbrechung 2009 und 2010) gewann Tidstrand mit der jeweils höchsten Punktzahl den Weltcup.
Zur Teilnahme an den Wettkämpfen im Skicross bei den Olympischen Winterspielen in Vancouver (2010) konnte sich Sanna Tidstrand nicht qualifizieren, weil sie sich im Dezember 2009 in einem Wettbewerb in St. Johann in Österreich verletzt hatte.
In den 2010er Jahren war sie bei zahlreichen Sportvergleichen sehr erfolgreich, wie eine Zusammenstellung in der schwedischen Tageszeitung Dagens Nyheter zeigt. Beispielsweise wurde sie im Januar 2013 Vizeweltmeisterin im Hochgeschwindigkeitsskifahren
Am 26. März 2016 verlor Sanna Tidstrand den Geschwindigkeitsweltrekord an die Italienerin Valentina Greggio, die auf der Chabrière-Piste in Vars 247,083 km/h erreichte. Aber im gleichen Jahr gewann sie ihre fünfte Weltcup-Kristallkugel im Speedskiing.